# Symphonie no 27 de Miaskovski
Pour les articles homonymes, voir Symphonie no 27.
La Symphonie no 27 opus 85 en do mineur est une symphonie de Nikolaï Miaskovski. Composée en 1949 quelques mois avant la mort du compositeur, elle n'est créée qu'à titre posthume le 9 décembre 1950 sous la direction d'Alexandre Gaouk à Moscou.

## Histoire de l'œuvre
En 1948, un certain nombre de compositeurs sont informés par l'Union des compositeurs soviétiques que leur travail était trop formaliste (musique pour la musique) et ne plaît pas au peuple. Dmitri Chostakovitch et Sergueï Prokofiev subissent un embargo sur leurs œuvres, mais d'autres compositeurs sont également touchés dont Miaskovski. En soi, cela peut sembler étrange ; sa musique n'est ni atonale ni subversive. Pourtant, sa musique ne sonne pas comme les autorités le souhaite : le ton de ce compositeur introverti est habituellement mélancolique. Ils y ont probablement vu l'occasion de contrecarrer le compositeur qui avait dirigé le Conservatoire de Moscou pendant des années et d'indiquer à ses étudiants la musique positive qu'il fallait composer.
La Symphonie no 27 de Miaskovski ne s'inscrit pas vraiment dans l'ère de la musique moderne qui a suivi la Seconde Guerre mondiale. On n'entend pratiquement aucune dissonance, la musique est mélodique, contient des éléments slaves, n'est pas atonale ; en bref, elle s'inscrit dans la continuité des symphonies de Tchaïkovski, par exemple, qui était admiré par le régime. Cette symphonie montre clairement que Miaskovski a laissé son empreinte sur le développement de nombreux compositeurs russes. On peut même entendre un soupçon de Chostakovitch dans la deuxième partie.
L’œuvre est créée à Moscou le 9 décembre 1950, sous la direction d'Alexandre Gaouk, qui a ensuite brandi la partition en signe de respect. Il s'agit d'une tradition bien connue des chefs d'orchestre russes : Mravinsky l'a fait avec une symphonie de Chostakovitch et on pouvait souvent voir Ievgueni Svetlanov le faire à l'époque où il dirigeait l'Orchestre de la Résidence de La Haye.

## Structure de l'œuvre
La symphonie, d'une durée moyenne d'exécution de trente-cinq minutes environ, est composée de trois mouvements :
1. Adagio - Allegro animato
2. Adagio
3. Presto non troppo

## Analyse de l'œuvre
L'adagio introductif ne dure que quelques mesures et fait entendre plusieurs solos pour instruments à vent (basson, clarinette basse, clarinette et cor anglais) annonçant les thèmes qui jalonneront le mouvement, Allegro animato, de forme sonate, dans lequel des moments de « calme réfléchi » alternent avec des moments « d'énergie contrôlée ». 
Le deuxième mouvement, Adagio, commence par un choral de cuivres dans lequel se mêlent « grandeur et tristesse », avant l'apparition d'un thème qui « semble dissiper les ombres », puis un point culminant qui éclate en une « violence menaçante ».
Le finale, Presto non troppo, dont l'immense dynamisme s'organise comme « une marche irrésistible », reprend les thèmes du premier mouvement et sonne comme une coda à l'ensemble de l'œuvre, donnant à la symphonie une fin « inconditionnellement positive », « méritoire chez un musicien qui a écrit ces pages en pressentant sa fin prochaine ». 
Au sein du corpus des vingt-sept symphonies du compositeur, la Symphonie no 27 en do mineur, composée en 1949, qui porte le numéro d'opus 85, résume, à l'instar des vingt-cinquième et vingt-sixième, le « credo artistique de toute une vie : parvenir à l'équilibre entre expression romantique et rigueur classique ». 

## Discographie
- Nikolai Myaskovsky Complete Symphonies 1-27, Orchestre symphonique de la fédération de Russie, Ievgueni Svetlanov (dir.), Alto ALC3141[5].
- avec le Concerto pour violoncelle, Russian State Symphony Orchestra, Valery Polyansky (dir.), Chandos CHAN 10025, 2002[3].